# Ustava Republike Srbije
Trenutna ustava Republike Srbije (srbsko: Устав Республике Србије / Ustav Republike Srbije), znana tudi kot Mitrovdanska ustava (srbsko: Митровдански устав / Mitrovdanski ustav), je bila sprejeta leta 2006 in je nadomestila prejšnjo ustavo iz leta 1990. Sprejetje nove ustave je bilo potrebno leta 2006, ko se je Srbija osamosvojila po odcepitvi Črne gore. 
Predlagano besedilo ustave je državni zbor sprejel 30. septembra 2006 in ga dal na referendum, ki je potekal 28. in 29. oktobra 2006. Potem ko je predlagano ustavo podprlo 53,04 % volivcev, je bila ta uradno sprejeta 8. novembra 2006.    
Ustava vsebuje 206 členov, 11 delov in brez amandmajev.